# Yudai Iwama
Yudai Iwama (岩間 雄大 Iwama Yudai?), född 21 februari 1986 i Tokyo prefektur, är en japansk fotbollsspelare.
Iwama började sin karriär 2004 i FC Korea. Efter FC Korea spelade han för Arte Takasaki, V-Varen Nagasaki, Matsumoto Yamaga FC och Tochigi SC.